# Kjell Wätjen
Kjell-Arik Wätjen (Gevelsberg, 16 februari 2006) is een Duits voetballer die bij voorkeur als middenvelder speelt. Hij speelt bij Borussia Dortmund.

## Clubcarrière
Wätjen is geboren in Gevelsberg en begon met voetballen bij het lokale FSV Gevelsber. Op veertienjarige leeftijd trok hij naar Borussia Dortmund, waar hij in maart 2024 zijn eerste profcontract tekende. Op 4 mei 2024 debuteerde hij in de Bundesliga tegen FC Augsburg.